# ألين لوي
ألين لوي (بالإنجليزية: Allen Lowe)‏ هو مؤلف وموسيقي أمريكي، ولد في 5 أبريل 1954 في ماسيبيكا في الولايات المتحدة.

## وصلات خارجية
- الموقع الرسمي
- ألين لوي على موقع ميوزك برينز (الإنجليزية)
- ألين لوي على موقع قاعدة بيانات برودواي على الإنترنت (الإنجليزية)
- ألين لوي على موقع أول ميوزيك (الإنجليزية)
- ألين لوي على موقع ديسكوغز (الإنجليزية)